# Fenner Brockway
Archibald Fenner Brockway (Calcuta, 1 de novembre de 1888 - Watford, 28 abril de 1988), va ser un polític socialista i militant pacifista britànic. Va fer campanya per la independència de les colònies britàniques i a favor del desarmament nuclear.

## Joventut i carrera professional
Brockway era fill de W. G. Brockway i Frances Elizabeth Abbey, nascut a Calcuta, Índia Britànica. Mentre assistia a l'Escola dels Fills dels Missioners, i després a Blackheath, Londres (actual Eltham College) de 1897 a 1905, va manifestar un fort interès per la política, sobretot en el moment dels debats al voltant de la Segona Guerra dels Boers (1899-1902): es va posicionar al costat dels Boers contra les agressions britàniques. Es va inscriure a la campanya electoral dels candidats del Partit Liberal a les eleccions municipals de Londres i a les eleccions legislatives de 1906. Va deixar l'escola als setze anys i es va convertir en periodista, entrevistant figures polítiques i intel·lectuals per a diversos mitjans de comunicació. El 1907, va entrevistar Keir Hardie, líder del recentment format Partit Laborista, per al Daily News. Aquesta entrevista el va marcar. Abandonà les seves primeres idees liberals i adoptà les del socialisme. El mateix any, es va afiliar al Partit Laborista Independent. El 1908 Brockway es va convertir en vegetarià.

## Pacifisme durant la primera guerra mundial
El 1912 esdevingué redactor del setmanari The Labor Leader, diari del Partit Laborista Independent. El 1914, al començament de la Primera Guerra Mundial, va cofundar amb Clifford Allen la No-Conscription Fellowship (NCF), una associació que animava els homes a negar-se a anar al front. Exposà l'argument que "la vida humana és sagrada". Bertrand Russell, Philip Snowden, Robert Smillie i altres s'uniren al moviment. Fenner Brockway escrigué una obra de teatre, The Devil's Business, contra la guerra. L'agost de 1915, la policia va envair les instal·lacions del Labour Leader i Brockway va ser arrestat per sedició. Va ser absolt i tornat arrestae el 1916 per distribuir un fulletó que criticava el servei militar obligatori. Condemnat a pagar una multa, ell s'hi negà i va ser empresonat dos mesos. Va ser alliberat, després arrestat i empresonat de bell nou per negar-se a anar al front. Se li denegà l'estat d'objector de consciència. Durant la seva detenció, conegué un soldat empresonat per deserció i confià en el seu testimoni per escriure a la seva cel·la un article sobre la batalla de Passchendaele. En càstig, se'l sotmeté durant sis dies a una dieta de pa i aigua. Va ser alliberat només sis mesos després de la fi de la guerra. La seva experiència el portà a defensar una reforma de les condicions penitenciàries. També va presidir el moviment No More War de 1923 a 1928 i International Resisters War de 1926 a 1934

## Carrera política (anys vint i trenta)
De 1923 a 1926 va ser secretari general del Partit Laborista Independent. Va donar suport a la vaga general de 1926 i es va convertir durant aquest moviment en l'editor del British Worker, diari del Trades Union Congres, la federació dels sindicats. Alhora, milità a favor de la independència de les colònies de l'Imperi Britànic. De 1919 a 1920 va ser, juntament amb Syed Hussein, l'últim secretari de la secciò britànica del moviment del Congrés Nacional Indi, abans de la seva dissolució. El 1925, va introduir amb èxit una moció en la conferència del Partit Laborista que comprometia el partit a favor de la independència de l'Índia. Mohandas Gandhi el va convidar a la conferència del Congrés Nacional Indi a Madras el 1927, i el 1928 es va convertir en el primer president de la Lliga contra l'Imperialisme.
A les eleccions legislatives de 1929, va ser elegit diputat laborista per la circumscripció de Leyton-est a la Cambra dels Comuns. El 1930, fou suspès breument de la cambra per protestar contra l'empresonament a l'Índia de Gandhi, Jawaharlal Nehru i molts altres membres del moviment del Congrés. Es va oposar el 1931 a la formació del govern britànic d'unitat nacional pel qual el primer ministre laborista Ramsay MacDonald va adoptar una política de disciplina pressupostària en el context de la Gran Depressió, contra la voluntat del seu propi partit. Com la majoria dels laboristes, Fenner Brockway perdé el seu escó a les eleccions de 1931. Es convertí, aquell mateix any (i fins al 1933), en president del Partit Laborista Independent(ILP) que es desvinculà del Partit Laborista. De 1933 a 1939, va tornar a ser secretari general de l'ILP.

## Suport a la lluita contra els feixismes (anys 1930 i 1940)
En els anys trenta, va renunciar al pacifisme davant l'auge del feixisme a l'Europa continental. Va donar suport a les Brigades Internacionals durant la Guerra Civil espanyola, visitant Barcelona el 1937. També va donar suport a la participació del Regne Unit a la Segona Guerra Mundial, reconeixent la necessitat d'evitar la victòria del nazisme.

## Tornada a la política després de la guerra
Es va incorporar al Partit Laborista el 1946 i va ser elegit per la circumscripció d'Eton i Slough (a Buckinghamshire) a les eleccions legislatives de 1950. Es va dedicar a activar la campanya per la independència de les colònies britàniques a l'Àfrica (cosa que li va reportar que se'l conegués com el "diputat d'Àfrica"), contra l'apartheid a Sud-àfrica i contra les armes nuclears. El 1958, va cofundar la Campanya pel Desarmament Nuclear amb Bertrand Russell, Victor Gollancz, J. B. Priestley, John Collins i Michael Foot.
Va perdre el seu escó a les eleccions de 1964 i va ser nomenat membre vitalici de la Cambra dels Lords. Va fer una campanya per la seva abolició. Va morir l'abril de 1988, als 99 anys, després de deu dies d'hospitalització. El 1989, el govern indi el va condecorar pòstumament amb la Padma Bhushan pel seu servei distingit a l'Índia.

## Escrits
Fenner Brockway és l'autor d'uns 20 llibres, incloent una autobiografia en quatre volums: Inside the Left (1942), Outside the Right (1963), Towards Tomorrow (1977) i 98 Not Out (1986). A Can Britain Disarm?, el 1930, defensà el desarmament abans que renunciés al pacifisme. Bloody Traffic, el 1933, és una denúncia del comerç d'armes. Purple Plague: A Tale of Love and Revolution (1935) és una novel·la utòpica que imagina l'aparició d'una societat igualitària en un vaixell marí en quarantena. Shrinking Explosive World (1967) és un estudi de les tensions interètniques al Regne Unit a la dècada de 1960.
Altres llibres seus tracten temes colonials: India and its Government (1921), The Indian Crisis (1930), African Journeys (1955), African Socialism (1963, sobre el socialisme africà), i The Colonial Revolution (1973).